# 關懷愛滋
關懷愛滋（英文：AIDS Concern），香港首個關注愛滋病及提供有關服務的非政府慈善組織，成立於1990年，是香港賽馬會慈善信託基金資助的慈善組織之一。現任行政總監是邱銘諾先生，組織使命在於阻遏愛滋病病毒傳播，消除社會對感染者的負面標籤，以達到零新感染、零標籤及零愛滋病相關死亡的目標。

## 部分活動同工作紀錄
- 1990年：提供愛滋病輔導熱線
- 1991年：於學校舉辦愛滋病教育講座
- 1995年：首次向中港邊境旅客推廣預防愛滋病訊識
- 1997年：為本地性服務行業提供外展預防性病及愛滋病項目
- 2002年：開展弱勢青少年外展計劃
- 2007年：參與蘭桂坊嘉年華，首次推廣「反標籤」及「反歧視」公眾教育
- 2019年：推出愛滋病病毒自我檢測工具[1]
- 2022年：「Me and My Healthcare Provider」計劃：連同國際愛滋病學會、生物製藥公司吉利德科學合辦，鼓勵本地HIV感染者分享自己和醫護人員之間的故事並表達謝意[2]

另外，部分獲邀請參與關懷愛滋活動的藝人包括：森美、陳健安、曾比特等。

## 部分關注議題

### 關注愛滋病感染者心理困擾和被逼揭露病歷問題
- 組織認為即使醫學已有一定進步，藥物亦可以控制病情到達《檢測不到病毒》等同《不具傳染力》的狀況（U=U，Undetectable = Untransmittable），但公眾認知未有提升，仍然對愛滋病有不少誤解，令確診者承受極大壓力，甚至釀成自我孤立的局面，出現焦慮、抑鬱，患情緒病。
- 組織亦留意到醫療系統內對確診者無意地作出了帶有標籤性或歧視的行為，推動醫護人員作出改變[2]。

### 治療愛滋的虛假醫學信息
- 關注愛滋亦不時會回應關於治療愛滋的虛假醫療信息[7]，呼籲感染者提防受騙。

## 外部連結
- 官方網站 （页面存档备份，存于）